# أم حنون
الأم الحنون (بالإنجليزية: Pia mater) غشاء رقيق جدا يغلف المخ مباشرة ويتخلل جميع تجاعيده وعن طريق هذا الغشاء تنتشر الأوعية الدموية في المخ.

## البنية

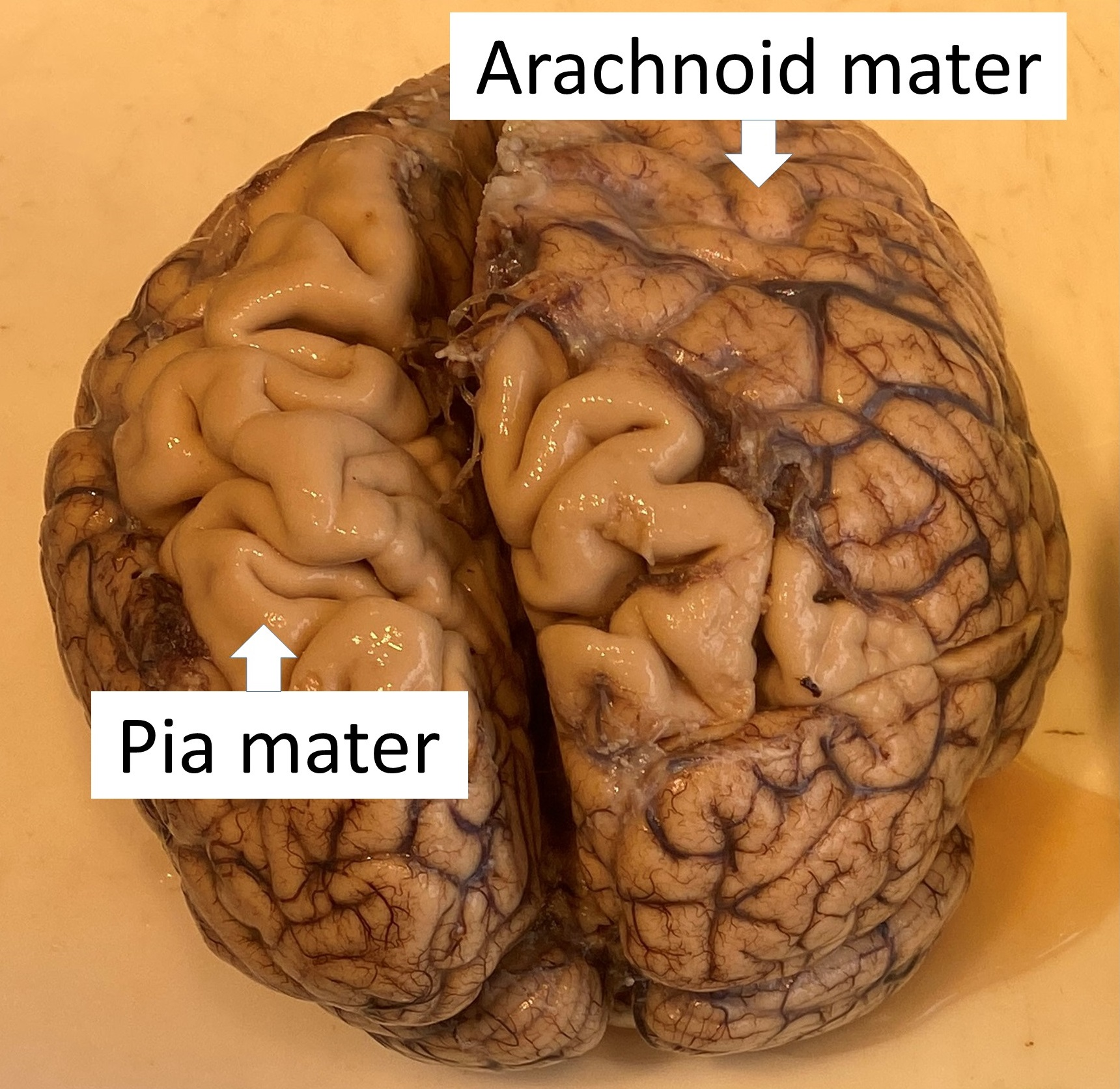
الدماغ مع الأم العنكبوتية، والمنطقة التي تمت إزالتها، تظهر التلافيف الدماغية المغطاة بالأم الحنون الشفافة.

تتكون الأم الحنون من غشاء سحائي رقيق وشفاف يشبه الشبكة يغطي كامل سطح الدماغ تقريبًا عدا فتحة البطين الرابع الناصفة والفتحة الجانبية. يكون التصاق الأم الحنون بسطح الدماغ وثيقًا، بينما يكون التصاقها بالطبقة العنكبوتية رخوًا. ولهذا، قد يطلق على الطبقتين مصطلح الحنون العنكبوتية أو السحايا الرقيقة. توجد المسافة تحت العنكبوتية بين الطبقة العنكبوتية والأم الحنون، وضمنها تفرز الضفيرة المشيمية السائل الدماغي الشوكي وتخزنه. تحتوي المسافة تحت العنكبوتية على ترابيق -أو خيوط ليفية- تربط الطبقتين وتحافظ على ثباتهما، وهذا يوفر حماية للجهاز العصبي من البروتينات والشوارد والأيونات وجزيئات الجلوكوز الموجودة في السائل الدماغي الشوكي، ويسمح بحركتها.
يتكون الغشاء الرقيق من نسيج ليفي ضام مغطى بطبقة من خلايا مسطحة لا يسمح سطحها الخارجي بمرور السوائل. تصل الشعيرات الدموية إلى الدماغ والحبل الشوكي عبر الأم الحنون لتغذي الدماغ. يثبت هذا الغشاء الوعائي بواسطة نسيج هالي يتكون من خلايا متوسطية وخيوط دقيقة من النسيج الضام تسمى الترابيق العنكبوتية. تشكل الخلايا المتوسطية السطح الخارجي للأم الحنون وتنتشر في الفراغات المحيطة بالأوعية. تتلاشى تلك الخلايا في الطبقات التالية لتحل محلها عناصر الخلايا الدبقية.
تغطي الأم الحنون الأنسجة العصبية للحبل الشوكي وشقوق القشرة الدماغية بأكملها، وتملك في جميع تلك المناطق بنية متشابهة من الناحية الأساسية. تقسم الأم الحنون إلى فئتين هما: الأم الحنون القحفية والأم الحنون الشوكية.

### الأم الحنون القحفية
يعرف الجزء الذي يغطي الدماغ باسم الأم الحنون القحفية. ترتبط هذه الطبقة بالدماغ عبر نواتئ الخلايا النجمية، وهي خلايا دبقية تملك وظائف عديدة -إحداها الحفاظ على المسافة خارج الخلوية. تتشارك الأم الحنون القحفية والبطانة العصبية -التي تبطن البطينات الدماغية- في تشكيل الضفائر المشيمية المنتجة للسائل الدماغي الشوكي. تعمل الأم الحنون -مع الطبقات السحائية الأخرى- على حماية الجهاز العصبي المركزي باحتوائها السائل الدماغي الشوكي، الذي يوسد الدماغ والحبل الشوكي.
تغطي الأم الحنون القحفية سطح الدماغ. تدخل هذه الطبقة بين التلافيف الدماغية والصفائح المخيخية، ثم تنطوي إلى الداخل لتشكل النسيج المشيمي للبطين الثالث والضفائر المشيمية للبطينين الجانبيين والبطين الثالث. تكون الأم الحنون على مستوى المخيخ أكثر هشاشة بسبب طول الأوعية الدموية وانخفاض الاتصال بالقشرة الدماغية.

### الأم الحنون الشوكية
تحيط الأم الحنون بمنحنيات الحبل الشوكي بشكل وثيق وترتبط به عبر الشق الأمامي. ترتبط الأم الحنون بالأم الجافية عبر 21 زوج من الأربطة المسننة التي تمر عبر الغشاء العنكبوتي والأم الجافية التابعة للحبل الشوكي. تساعد هذه الأربطة المسننة على تثبيت الحبل الشوكي وتمنع حركته من جهة لأخرى. تكون الأم الحنون الشوكية أكثر سماكة من القحفية، لأنها تتكون من غشاء مزدوج الطبقة. تتكون الطبقة الخارجية من نسيج ضام، وهي المسؤولة عن هذه السماكة. تتبادل الأم الحنون في المنطقة بين الطبقتين المعلومات مع المسافة تحت العنكبوتية والأوعية الدموية. تمتد الأم الحنون كخيط رفيع يسمى الخيط الانتهائي ضمن الصهريج القطني عند النقطة التي تصل فيها إلى المخروط النخاعي في نهاية الحبل الشوكي. يتصل هذا الخيط في النهاية بالأم الجافية ويمتد حتى العصعص، ثم يندمج مع السمحاق، وهو غشاء موجود على سطح جميع العظام، ليشكل الرباط العصعصي، ويسمى حينها بالرباط المركزي الذي يساعد في حركة جذع الجسم.

## أصل التسمية
الآمة بالميم المشددة عند الأطباء تفرق اتصال يحدث في الرأس ويصل إلى الدماغ.

## الجمجمة العنكبوتية
وهي تلى الأم الجافية إلى الداخل غشاء رقيق يفصل بينها وبين الأم الحنونة ويسمى العنكبوتية ويفصل بين هذا الغشاء والأم الحنونة فراغ يسمى الفراغ تحت العنكبوتية ويملأ هذا الفراغ سائل يسمى السائل المخى الشوكى ويوجد هذا السائل أيضا في قناة الحبل الشوكى كما يملأ تجاويف المخ ويحمى هذا السائل المخ من آثار الحركات العنيفة والصدمات المختلفة كما يساعد على المحافظة على ضغط ثابت داخل تجويف صندوق المخ.

## الأم الجافية
وهي عبارة عن غشاء سميك ليفي يبطن السطح الداخلي لعظام الجمجمة ويطلق على الأغشية الثلاث (الأم الجافية والأم العنكبوتية والأم الحنون) مجتمعة اسم الأغشية السحائية.

### القشرة المخية
وهي تمثل الجزء الأكبر من المخ وتتركب من نصفين أيمن وأيسر يتوسطهما شق طولي ويطلق على كل فص اسم نصف الكرة المخي ويتميز السطح الخارجي للقشرة المخية بوجود عدد تعرجات وينقسم كل نصف كرة مخي إلى أربعة فصوص بواسطة شقوق غير عميقة وهذه الفصوص هي الأمامي والجداري والصدغي والخلفي، وتقوم القشرة المخية بوظائف هامة ترتبط بالأمور التالية:
1. الإحساس الشعوري
2. الحركات الارادية
3. التعلم والذاكرة

ويلاحظ أن كلا من هذه الوظائف يرتبط بمركز خاص يقع في مكان محدد من القشرة المخية فمركز الإبصار مثلا يقع في الفص الخلفي للمخ بينما يوجد مركز السمع في الفص الصدغي ومركز الحركة في الفص الجداري ومركز الإحساس بالحرارة واللمس والضغط في الفص الأمامي.

## المخيخ
يعتبر المخيخ أكبر جزء في المخ بعد القشرة المخية ويوجد في الجهة الخلفية للمخ أسفل الفص الخلفي للمخ ويحتوي المخيخ على مادة بيضاء في الداخل مكونة من ألياف عصبية ومادة رمادية في الخارج مكونة من أجسام الخلايا العصبية تسمى بقشرة المخيخ. يؤدي المخيخ دوراً هاماً في تنظيم الحركات الإرادية، وإذا أصيب الإنسان بورم في المخيخ فإنه يفقد توازنه ولا يستطيع القيام بحركات إرادية متزنة. والمخيخ يحفظ توازن الجسم بالتعاون مع الأذن وعضلات الجسم بالإضافة إلى أنه ينظم الحركات الارادية ويعمل على التنسيق بينهما.